# Ford Explorer Sport Trac
Le Ford Explorer Sport Trac est un pick-up basé sur l'Explorer. Il propose donc le même intérieur mais avec 5 places.
Il est uniquement disponible en double cabine, avec 3 finitions : XLT, Limited et Adrenalin Package. Ce dernier est très spécial puisqu'il propose des jantes chromées de 20 pouces, une grille de calandre noire, des boucliers AV/AR spécifiques, des inserts noirs laqués à l'intérieur.
Ce pick-up est disponible en RWD (propulsion) et AWD (intégrale).

## Première génération (2001-2005)
Lancé en février 2000 en tant que modèle de début 2001, le Ford Explorer Sport Trac a été mis sur le marché. Bien que commercialisé en tant que variante de la gamme de modèles du SUV Ford Explorer, le Sport Trac était fonctionnellement un pick-up de taille moyenne à cabine multiplace. Situé entre le Ford Ranger SuperCab (les Ford Ranger double cabine n'ont jamais été commercialisés en Amérique du Nord) et le F-150 SuperCrew, le Sport Trac est devenu le premier pick-up intermédiaire produit par Ford. En termes d'aménagement, le Sport Trac a été suivi par les Chevrolet Avalanche et Honda Ridgeline, deux pick-ups double cabine dérivés de SUV.

### Châssis
Le Ford Explorer Sport Trac partage la plate-forme UN105 de Ford avec le Ford Explorer de deuxième génération. Pour permettre l'ajout d'une benne de ramassage, l'empattement de l'Explorer Sport Trac a été allongé de 111,6 pouces à 125,9 pouces (correspondant au Ford Ranger SuperCab). Comme pour le Ford Explorer et le Ford Explorer Sport, la propulsion arrière était de série, avec la transmission intégrale ControlTrac en tant que configuration de groupe motopropulseur optionnelle. Un V6 SOHC 4,0 L de 210 ch était le seul moteur proposé. Une transmission manuelle à cinq vitesses était standard, avec une transmission automatique à cinq vitesses disponible en option.
Au cours de l'année modèle 2001, le V6 de 4,0 L a subi des révisions, passant d'un collecteur d'admission en alliage à une conception composite; le bouchon de remplissage d'huile a changé d'emplacement, passant du côté conducteur au côté passager dans le moteur. En 2002, le châssis a reçu des freins à disque aux quatre roues (remplaçant les freins à tambour arrière), les disques arrière étant les plus grands proposés sur un Explorer avec essieu arrière solide (11,83" contre 11,2"). Le réservoir de carburant a également été agrandi, passant de 20 gallons à 22 gallons.

### Carrosserie
Construit sur un châssis allongé de Ford Explorer, le Sport Trac a été construit en utilisant des pièces de trois véhicules Ford, avec l'ajout d'une benne de pick-up spécifique au modèle. Partageant le carénage avant et les ailes avec l'Explorer Sport deux portes, la cabine quatre portes a été construite à partir du Ford Explorer quatre portes (avec des portes arrière modifiées). Spécifiquement conçu pour le Sport Trac, la benne de ramassage de 50 pouces de long a été entièrement construite en matériau composite plastique; le hayon était partagé avec le Ford F-150 SuperCrew. Pour ajouter un espace de chargement supplémentaire pour la benne de pick-up raccourcie, Ford proposait un prolongateur de chargement en métal à utiliser avec le hayon. Une autre option comprenait un couvre-tonneau amovible en plastique dur pour la benne de ramassage.
Partageant son intérieur avec l'Explorer deux et quatre portes (qui partageait une grande partie de son tableau de bord avec le Ranger), le Sport Trac a conservé les sièges arrière rabattables de l'Explorer quatre portes pour étendre l'espace de chargement. Un sol entièrement en caoutchouc était standard (comme dans les pick-ups à finition de base), avec des tapis de sol en moquette de style berbère. Le Sport Trac était configuré avec une lunette arrière "Breezeway" rétractable électriquement (une caractéristique utilisée en dernier par Ford sur la gamme Mercury de 1965) à la place d'une lunette arrière coulissante.
En 2002, plusieurs modifications ont été apportées aux badges extérieurs, avec le badge «Explorer» retiré des portes et le badge «Sport Trac» (sur le hayon) passant du rouge/blanc au chrome. Dans une autre révision, les montants B sont passés du noir à couleur carrosserie. En 2004, les pare-chocs et les jupes latérales gris ont été assombris; une nouvelle option offrait des pare-chocs et des jupes latérales couleur carrosserie.

### Finition
Dans la lignée du Ford Explorer quatre portes de deuxième génération, à partir de 2002, le Ford Explorer Sport Trac était proposé avec un niveau de finition XLS (roues en acier, sièges en tissu) et un niveau de finition XLT (roues en alliage), et en 2003, un niveau de finition XLT Premium (sièges en cuir)
- XLS inclus : Rembourrage en tissu, jantes en acier stylisé, climatisation, une chaîne stéréo AM/FM avec lecteur monodisque et quatre haut-parleurs (60W), portes et vitres électriques avec vitre latérale conducteur automatique et un tachymètre.
- XLT ajoute : Transmission automatique, jantes en alliage, une chaîne stéréo AM/FM haut de gamme avec lecteur CD et cassette et quatre haut-parleurs haut de gamme (80 W), entrée sans clé, contrôle de vitesse, volant gainé de cuir et rétroviseurs électriques. Les sièges en cuir sont une option.
- XLT Premium ajoute : Siège conducteur à réglage électrique, commandes audio à l'arrière avec prises casque, phares automatiques, phares antibrouillard, console au pavillon et crochets de remorquage (modèles 4x4 uniquement).

## Deuxième génération (2007-2010)
En 2006, Ford a lancé le Ford Explorer Sport Trac de deuxième génération. Après avoir sauté l'année modèle 2006, le nouveau design a été mis en vente en tant que modèle de l'année 2007. Adoptant de nombreuses mises à jour de la refonte de 2006 du Ford Explorer/Mercury Mountaineer, le Sport Trac a reçu un cadre redessiné et l'introduction de plusieurs fonctions de sécurité, notamment le contrôle de la stabilité et la protection active contre le retournement (nommés AdvanceTrac et Roll Stability Control par Ford, respectivement).

### Châssis
Le Ford Explorer Sport Trac de deuxième génération partage le châssis U251 de Ford avec le Ford Explorer de quatrième génération. Dans le cadre de la refonte, l'empattement a été étiré à 130,5 pouces (4,6 pouces de plus que la génération précédente). En rupture avec son prédécesseur, le Sport Trac de 2007 a adopté la suspension indépendante aux quatre roues du Ford Explorer; à l'exception du Honda Ridgeline et du Hummer H1, le Sport Trac est devenu le premier pick-up avec une telle configuration de suspension.
En tant que moteur standard, le Sport Trac de deuxième génération a conservé le V6 de 4,0 L de son prédécesseur. Pour la première fois, le Sport Trac offrait une option de moteur V8, le V8 Modular à 24 soupapes de 4,6 L et 292 ch utilisé dans les pick-ups F-150. La transmission manuelle à cinq vitesses a été abandonnée, la boîte automatique 5R55W à cinq vitesses devenant un équipement standard avec le V6 de 4,0 L et le V8 3V de 4,6 L; en 2009, la transmission automatique 6R80 à 6 vitesses a remplacé la transmission automatique à 5 vitesses derrière le V8.

### Carrosserie
Encore une fois dérivé d'un Ford Explorer allongé, le Sport Trac de deuxième génération était équipé d'une benne de pick-up en plastique composite. Comme le Ford Explorer Sport deux portes a été abandonné en 2003, le Sport Trac de deuxième génération a adopté le carénage avant de l'Explorer quatre portes. Dans un changement de style mineur, tandis que les grands élargisseurs d'ailes avant ont été retirés, ceux à l'arrière ont continué, de style similaire à la benne FlareSide du pick-up F-150.
Partageant en grande partie ses portes arrière avec le Ford Explorer (avec l'absence d'une découpe pour la roue arrière dans les coins inférieurs, en raison de l'empattement plus long), le Sport Trac a conservé un pli "Hofmeister" dans les vitres de custode arrière. Comme son prédécesseur, le Sport Trac a conservé la lunette arrière «breezeway» rétractable électriquement.
En 2008, la finition d'apparence Adrenalin (voir ci-dessous) a été ajoutée, ainsi que l'ajout de SYNC en tant que système d'infodivertissement multimédia.

### Finition
Contrairement au SUV Explorer, le Sport Trac de deuxième génération était proposé avec seulement deux niveaux de finition, tous deux communs à l'Explorer. Sur le Sport Trac, le XLT (milieu de gamme sur l'Explorer) servait de niveau de finition standard, le Limited servant de niveau de finition haut de gamme. Parallèlement à la standardisation de nombreuses fonctionnalités optionnelles du XLT, le Limited monochrome remplace la calandre chromée et la garniture inférieure de carrosserie noire du XLT par une calandre et des garnitures de couleur carrosserie.
Lors du développement du Sport Trac de deuxième génération, Ford SVT a développé le Sport Trac Adrenalin. Propulsé par une version suralimentée du V8 de 4,6 L (produisant 390 chevaux), l'Adrenalin était destiné à succéder au pick-up F-150 Lightning en 2007. Dans le cadre du plan The Way Forward, le projet Sport Trac Adrenalin a été annulé. En 2008, l'Adrenalin fait partie de la gamme du modèle Sport Trac en tant que finition optionnelle. Bien que le V8 suralimenté de SVT n'ait pas été inclus, de nombreux éléments de conception du modèle ont été inclus, y compris ses phares noircis, calandre noir, pare-chocs spécifiques au modèle, ailes avant spécifiques au modèle (distinguées par des aérations latérales), garniture intérieure monochrome, marchepieds intégrés et jantes en alliage de 20 pouces.
- XLT inclus : Rembourrage en tissu, siège conducteur à réglage électrique, rétroviseurs électriques, serrures électriques, vitres électriques avec vitre côté conducteur automatique, volant à quatre branches, console au pavillon, entrée éclairée, climatisation, jantes alliage de 16", alarme de sécurité et une radio AM/FM avec lecteur monodisque compatible MP3.
- Limited ajoute : Volant et pommeau de levier de vitesses gainé de cuir, jantes alliage de 18", phares antibrouillard, phares automatiques, pare-chocs et rétroviseurs couleur carrosserie et une console au sol.